# Luis Sela Sampil
Luis Sela Sampil (Oviedo, 1 de diciembre de 1899- Oviedo, 23 de octubre de 1990) fue un jurista español.

## Biografía
Fue un catedrático de derecho internacional público y privado, concurso ganado  por oposición, desde 1930, tras profesar en las universidades de La Laguna y Sevilla, sucedió en 1933 en la Universidad de Oviedo a su padre, Aniceto, en la cátedra de dichas asignaturas, que desempeñó ininterrumpidamente hasta su jubilación en 1969. En público reconocimiento de su obra y actividades en tal campo se le tributó, con ocasión de su jubilación, un homenaje de alcance internacional, en el que participaron muy notables personalidades nacionales y extranjeras.
Destacaba en él su asturianía, su europeísmo, su hispanoamericanismo, su deportividad y, en general, su preocupación cultural y universitaria. Como asturianista, perteneció desde 1951, en calidad de miembro numerario, al Instituto de Estudios Asturianos, en el que ingresó con un discurso sobre D. José Antonio Sampil Labiades, capellán de Jovellanos, y en el que intervino igualmente contestando a los discursos de recepción de Ramón Prieto Bances, sobre El Mensaje de la Cruz de los Ángeles y de Rafael Fernández Martínez acerca de Realidad de la Casa Asturiana. 
Son también de mencionar sus actividades como fundador de la editorial "Amigos de Asturias". Como europeísta dirigió el "Semanario de Estudios Europeos" de la Universidad de Oviedo, siendo uno de los pioneros del europeísmo en España, perteneciendo a los grupos de europeístas que ya, desde los años 1950, propugnaban una política de apertura de España a Europa y prestaban su atención a la Europa integrada, entonces en formación, publicando diversos trabajos: De la Comunidad Europea de Defensa a la Unión Europea Occidental, El proyectado ejército supranacional europeo, Institutions politiques européennes (París, 1960), prólogo a la obra Problemas de la integración económica de Europa, de Teodoro López-Cuesta. Como iberoamericanista fue miembro fundador del Instituto Hispano-Luso Americano de Derecho Internacional -en cuyos congresos participó abiertamente, siendo ponente en los de Madrid (1951) y Santiago de Compostela (1966), y asistiendo también a los de Sao Paulo (1953), Caracas (1967), Buenos Aires (1969), Lima (1970) y Lisboa (1972). 
Fue miembro del Instituto Brasileiro de Direito Aeronáutico. Aprovechando sus estancias en América, pronunció conferencias en las universidades de Mérida de los Caballeros, Venezuela (1967); La Plata y Córdoba, Argentina (1969); Instituto Rio Branco y Escuela de Funcionarios Internacionales, de Río de Janeiro (1969). Su preocupación por la hispanidad y sus problemas le llevaron igualmente a organizar en la facultad de derecho de Oviedo un "Seminario de Estudios Americanos". En reconocimiento a sus méritos y obra en tal ámbito, la F.D.E.H.O. de Oviedo le nombró su presidente de honor y fundador y la Oficina de América en Asturias, miembro de honor. 
Es de destacar su notable prólogo al libro de Ramón López Tamés, El Estado Libre Asociado de Puerto Rico. Fue decano de la facultad de derecho de la Universidad de Oviedo durante muchos años y también director del "Club Cultural" de Oviedo, y perteneció a varias asociaciones, corporaciones e instituciones nacionales y extranjeras: Asociación Francisco de Vitoria, Asociación Vitoria-Suárez de Oxford, Association des Universitaires d´Europe (de cuyo consejo directivo formó parte), Alianza Francesa (que fundó con otros en Oviedo, y cuya vicepresidencia ostentó), Junta Universitaria de Colonias Escolares de Oviedo, Fundación Benéfico Docente de Bernardo Álvarez Galán de Castrillón, etc. En premio a todas estas actividades, le fueron concedidas diversas condecoraciones; entre ellas, la Encomienda de Isabel la Católica otorgada por el Ministerio de Asuntos Exteriores. Finalmente, como deportista, su personalidad es muy conocida en las asociaciones y grupos montañeros asturianos. Presidió durante largo tiempo el "Vetusta" de Oviedo. Por su brillante historial, le fue concedida por la Federación Española de Montaña la medalla de montañismo, en su categoría de plata.